# Верхний Баскунчак

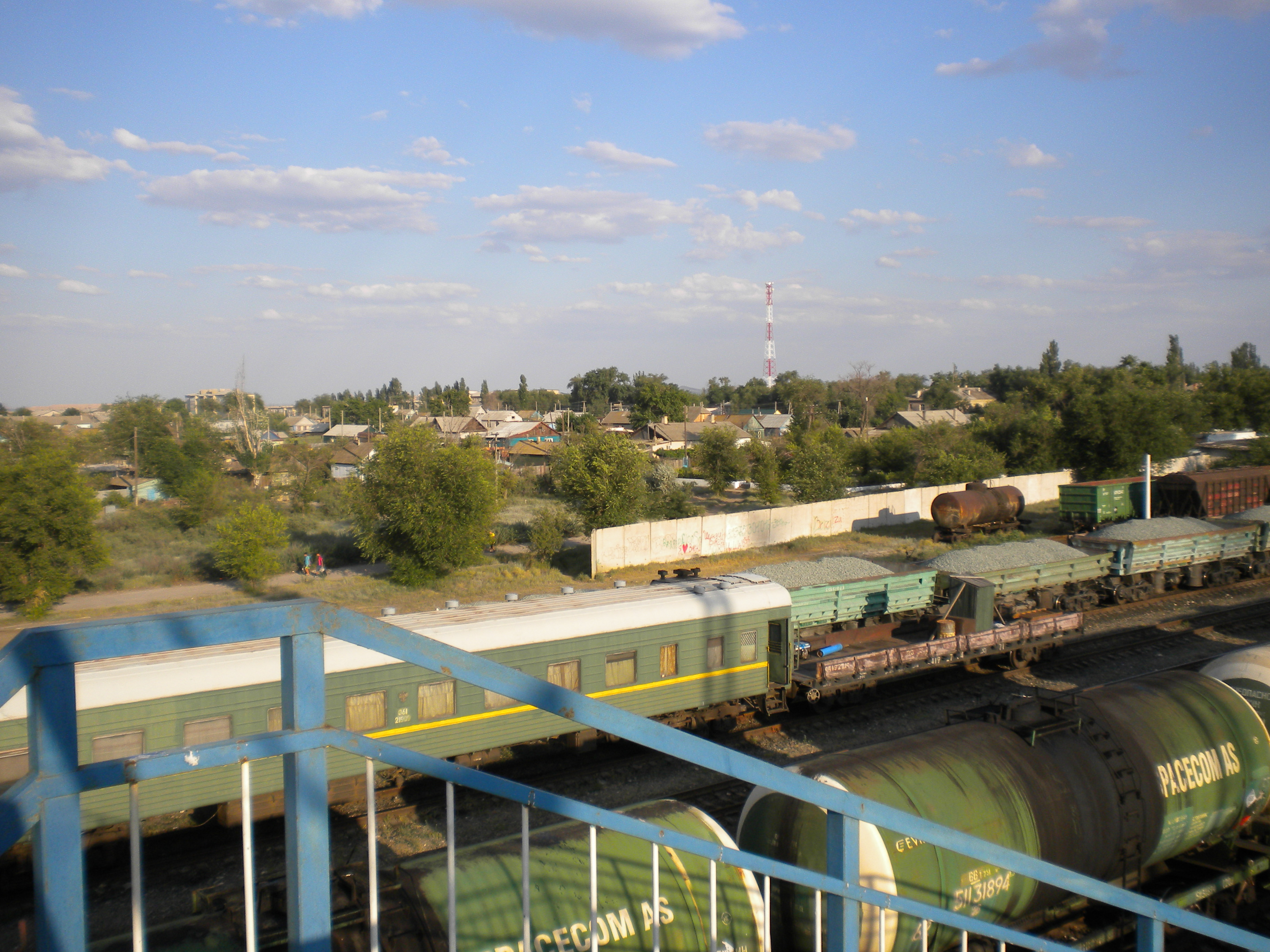
Вид на ж/д пути и посёлок.

Ве́рхний Баскунча́к — рабочий посёлок в Ахтубинском районе Астраханской области России, административный центр муниципального образования «Посёлок Верхний Баскунчак».
Расположен в восточной части области, в 41 км к востоку от Ахтубинска, в 15 км к югу от границы с Казахстаном.
Узловая железнодорожная станция Верхний Баскунчак Приволжской железной дороги (пересечение линий Урбах — Астрахань и Нижний Баскунчак — Трубная).
Население 8,5 тыс. человек (2009 год). Глава администрации Тикеев Шагит Зейнишович (2009 год).

## История
В XVIII веке, в Российской империи — станица Грачевская астраханских казаков.
В XIX веке — поселение Баскунчак у дороги к Астрахани, затем у железнодорожной станции.
В 1936 году в СССР получил статус рабочего посёлка.
В 2006 году образовано Верхний Баскунчак (городское поселение).

## Население
| 1939 |
| ---- |
| 5554 |

| 1959  | 1970  | 1979  | 1989  | 2002  | 2007  | 2009  |
| ----- | ----- | ----- | ----- | ----- | ----- | ----- |
| 7555  | ↗8697 | ↘8619 | ↗9685 | ↘8785 | ↘8425 | ↗8488 |
| 2010  | 2012  | 2013  | 2014  | 2015  | 2016  | 2017  |
| ↘8411 | ↘8259 | ↘8175 | ↘8097 | ↘8001 | ↘7968 | ↘7860 |
| 2018  | 2019  | 2020  | 2021  |       |       |       |
| ↘7735 | ↘7614 | ↘7493 | ↘7295 |       |       |       |

## Климат
Умеренный континентальный, засушливый. Лето жаркое и продолжительное. Зима умеренно холодная.
- Среднегодовая температура воздуха — 9,2 °C
- Относительная влажность воздуха — 65 %, от 46 % в июле и августе до 85 % в декабре.
- Средняя скорость ветра — 3,3 м/с, от 2,8 м/с в июле и августе до 3,7 м/с в феврале и марте[21] .

| Среднесуточная температура воздуха в Верхнем Баскунчаке по данным NASA | Среднесуточная температура воздуха в Верхнем Баскунчаке по данным NASA | Среднесуточная температура воздуха в Верхнем Баскунчаке по данным NASA | Среднесуточная температура воздуха в Верхнем Баскунчаке по данным NASA | Среднесуточная температура воздуха в Верхнем Баскунчаке по данным NASA | Среднесуточная температура воздуха в Верхнем Баскунчаке по данным NASA | Среднесуточная температура воздуха в Верхнем Баскунчаке по данным NASA | Среднесуточная температура воздуха в Верхнем Баскунчаке по данным NASA | Среднесуточная температура воздуха в Верхнем Баскунчаке по данным NASA | Среднесуточная температура воздуха в Верхнем Баскунчаке по данным NASA | Среднесуточная температура воздуха в Верхнем Баскунчаке по данным NASA | Среднесуточная температура воздуха в Верхнем Баскунчаке по данным NASA | Среднесуточная температура воздуха в Верхнем Баскунчаке по данным NASA |
| Янв                                                                    | Фев                                                                    | Мар                                                                    | Апр                                                                    | Май                                                                    | Июн                                                                    | Июл                                                                    | Авг                                                                    | Сен                                                                    | Окт                                                                    | Ноя                                                                    | Дек                                                                    | Год                                                                    |
| −5,8 °C                                                                | −6,1 °C                                                                | 0,5 °C                                                                 | 10,7 °C                                                                | 17,0 °C                                                                | 22,5 °C                                                                | 25,0 °C                                                                | 23,6 °C                                                                | 16,8 °C                                                                | 8,9 °C                                                                 | 0,9 °C                                                                 | −4,7 °C                                                                | 9,2 °C                                                                 |
| ---------------------------------------------------------------------- | ---------------------------------------------------------------------- | ---------------------------------------------------------------------- | ---------------------------------------------------------------------- | ---------------------------------------------------------------------- | ---------------------------------------------------------------------- | ---------------------------------------------------------------------- | ---------------------------------------------------------------------- | ---------------------------------------------------------------------- | ---------------------------------------------------------------------- | ---------------------------------------------------------------------- | ---------------------------------------------------------------------- | ---------------------------------------------------------------------- |

| Показатель              | Янв.  | Фев.  | Март  | Апр.  | Май  | Июнь | Июль | Авг. | Сен. | Окт.  | Нояб. | Дек.  | Год   |
| ----------------------- | ----- | ----- | ----- | ----- | ---- | ---- | ---- | ---- | ---- | ----- | ----- | ----- | ----- |
| Абсолютный максимум, °C | 11,0  | 15,2  | 23,1  | 32,9  | 39,0 | 41,5 | 43,6 | 44,7 | 40,8 | 31,0  | 18,0  | 11,6  | 44,7  |
| Средняя температура, °C | −6,2  | −6,2  | 0,6   | 10,4  | 17,3 | 22,8 | 25,4 | 23,8 | 16,9 | 9,0   | 0,9   | −4,4  | 9,2   |
| Абсолютный минимум, °C  | −37,3 | −36,3 | −28,2 | −18,9 | −3,3 | 1,3  | 7,5  | 4,1  | −4,2 | −14,6 | −28,3 | −35,2 | −37,3 |
| Норма осадков, мм       | 23    | 19    | 19    | 23    | 30   | 30   | 25   | 19   | 23   | 24    | 25    | 26    | 286   |
| Источник:               |       |       |       |       |      |      |      |      |      |       |       |       |       |

## Экономика
В посёлке расположены локомотивное депо Верхний Баскунчак, вагонное депо, дистанция пути, дистанция сигнализации, централизации и блокировки, ООО «Стройполимеркомплект», предприятия торговли и общественного питания.

## Транспорт
Узловая железнодорожная станция Верхний Баскунчак Приволжской железной дороги (пересечение линий Урбах — Астрахань и Нижний Баскунчак — Трубная).
Ведётся сортировка составов с солью, вывезенной из посёлка Нижний Баскунчак.

## Культура
В поселке имеется дом культуры, детская музыкальная школа, железнодорожный музей.

## Достопримечательности
- Белая балка